# Alfred Peet
Alfred Peet (Alkmaar, 10 marzo 1920 – Ashland, 29 agosto 2007) è stato un imprenditore olandese.
Fondatore di Peet's Coffee & Tea a Berkeley, è ampiamente accreditato per aver avviato la rivoluzione del caffè speciale negli Stati Uniti. Tra gli storici del caffè, Peet è stato chiamato "l'olandese che insegnò all'America come si beve il caffè".

## Biografia
Peet è nato ad Alkmaar, nei Paesi Bassi, dove suo padre gestiva una piccola torrefazione del caffè, prima della seconda guerra mondiale. Dopo la guerra; Peet ha lasciato Londra, dove aveva lavorato come apprendista presso la compagnia di caffè e tè Twinings, per lavorare come assaggiatore di tè nelle Indie orientali olandesi e in Nuova Zelanda, prima di emigrare a San Francisco, in California, nel 1955, dove ha lavorato nel industria importatrice del caffè.
Costernato dalla scarsa qualità del caffè negli Stati Uniti, Peet ha aperto un negozio di caffè a Berkeley, in California, il 1 aprile 1966. Ha paragonato il caffè di bassa qualità negli Stati Uniti al caffè "razionato" della seconda guerra mondiale.
Sebbene spesso incoraggiato ad espandere l'attività, è rimasto fedele nel mantenere la posizione originale a Walnut and Vine, proteggendo con zelo la qualità del caffè che portava il suo nome. Dopo diversi anni passati a tostare i chicchi nel retro del negozio utilizzando tostatori da una e poi da cinque libbre, all'inizio degli anni '70, ha acquisito un magazzino di 5.000 piedi quadrati (460 m2) nell'adiacente città di Emeryville, in cui ha installato una torrefazione da 100 libbre, seguita da una torrefazione da 300 libbre, nel 1976. A quel tempo, Peet aveva due negozi al dettaglio aggiuntivi: uno in Piedmont a Oakland e uno all'Università di Palo Alto. Ha poi venduto anche sacchi di fagioli tostati su ordinazione, da 20 a 50 libbre a ristoranti in tutta la Bay Area.
Peet ha venduto la sua attività, nel 1979, a Sal Bonavita, di cui rimase mentore per i successivi cinque anni. Bonavita ha aperto nuovi negozi a Oakland, Mill Valley e Menlo Park. Dopo essersi ritirato dall'attività del caffè, Peet si è trasferito nel 2001 ad Ashland, nell'Oregon, dove è morto il 29 agosto 2007, all'età di 87 anni.

## Influenza sull'industria del caffè
Peet ha introdotto la tostatura del caffè personalizzata di chicchi di alta qualità negli Stati Uniti, in un'epoca in cui gli americani bevevano tipicamente caffè preparato con chicchi liofilizzati in una lattina.
L'origine di Berkeley's Gourmet Ghetto è stata la prima sede del Peet's Coffee di Peet, aperta nel 1966, all'angolo tra Walnut and Vine; l'area è cresciuta intorno a Peet's e nelle vicinanze di specialità alimentari, cibi naturali e altri ristoranti all'avanguardia che sono sorti, tra cui Chez Panisse.
Sebbene Peet fosse noto per avere un "comportamento severo", aveva anche una sincera volontà di istruire gli imprenditori del caffè nell'arte della tostatura dei chicchi. Il co-fondatore di Starbucks Jerry Baldwin ha ricordato Peet come un mentore "molto generoso". Baldwin è stato uno dei tanti imprenditori del caffè a cui Peet ha fatto da mentore, tra cui Jamie Anderson (Anderson's Coffee, Austin, Texas), David Dessinger (Pegasus Coffee, Bainbridge Island, Washington), Arnold Spinelli (Spinelli Coffee Company, San Francisco, California), Susan O'Hori (O'Hori's Coffee Roasters, Santa Fe, New Mexico) e Leigh McDonald (fondatore di Coffee Connection ad Amsterdam).
Altri imprenditori del caffè sono entrati nell'attività semplicemente perché sono stati ispirati da Alfred Peet e dalla loro esperienza di degustazione del suo caffè nel suo primo negozio di Berkeley. George Howell è un esempio notevole, che ha fondato The Coffee Connection nell'area di Boston, Massachusetts. Howell è ampiamente accreditato come l'inventore del Frappuccino. Starbucks in seguito ha acquistato la sua attività.

## Media
Un'intervista con Alfred Peet è inclusa nel documentario Coffee Culture USA di Kenneth van Schooten e Julie Ragusa, pubblicato nel 2008.
La sorella di Peet, all'età di 100 anni, è stata intervistata dall'editore e autore olandese Jasper Houtman, per The Coffee Visionary: The Life & Legacy of Alfred Peet, pubblicato nel 2018